# Shri Ram Chandra Mission
L'associazione Shri Ram Chandra Mission è un'organizzazione spirituale che ha come fine quello di diffondere il sistema di Raja Yoga chiamato Sahaj Marg (dal sanscrito, "via naturale").
La Shri Ram Chandra Mission fu fondata nel 1945 da Shri Ram Chandra Maharaj (di Shahjahanpur, nell'Uttar Pradesh, India), chiamato “Babuji”. Egli fondò questa missione in memoria del suo Maestro Shri Ram Chandra (casualmente avevano lo stesso nome). Questi era di Fatehgarh ed era conosciuto come “Lalaji”.
Lo Statuto dell'Associazione della Missione formula i seguenti obiettivi:
- Educare e diffondere tra la gente l'arte e la scienza dello Yoga, rimodellato per adattarsi alla condizione contemporanea e alle sue necessità.
- Promuovere i sentimenti di amore reciproco e fratellanza universale, senza distinzioni di casta, credo e colore ecc.
- Condurre la ricerca nel campo dello Yoga e fondare istituti di ricerca utili a questo scopo.
- Incoraggiare la pratica nello Yoga, anche attraverso fondi destinati ad assistere persone interessate a portare avanti ricerche in questo campo.

Lo scopo della struttura organizzativa della Missione è quello di fornire i mezzi per diffondere la spiritualità tra le persone che desiderano praticare il sistema Sahaj Marg. Nella vera tradizione spirituale, l'introduzione alla spiritualità è gratuita.
La sede centrale della Missione, a livello mondiale, si trova a Chennai, in India, ed è rappresentata in quasi tutti i paesi del mondo. Ci sono numerosi ashram in India ed anche in altre parti del mondo.
Shri Parthasarathi Rajagopalachari, detto Chariji, è l'attuale Maestro vivente ed è il Presidente della Shri Ram Chandra Mission.